# Wapen van Roermond

Wapen van Roermond

Het wapen van de Nederlandse gemeente Roermond in Limburg is op 10 maart 1941 door de Hoge Raad van Adel aan de gemeente toegekend. Op 17 november 2008 is bij Koninklijk Besluit het wapen gewijzigd: aan het wapen werd een wapenspreuk toegevoegd. Bij deze gelegenheid is ook de kroon op het wapen gewijzigd.

## Geschiedenis
De dubbelstaartige leeuw is afkomstig van het wapen van het Gelre; zie ook Wapen van Gelderland. Roermond was vroeger het centrum van Opper-Gelre. De lelie is waarschijnlijk ontleend aan het wapen van de familie Van Wachtendonck. Theodoricus, Voogd van Roermond in 1283, zou tot dit geslacht behoord hebben. Dit wapen komt reeds in 1358 op zegels van de stad voor.
In 1991 is Herten aan Roermond toegevoegd, wat geen gevolgen had voor het gemeentewapen.
Op 1 januari 2007 is de gemeente uitgebreid met de voormalige gemeente Swalmen. Naar aanleiding van deze uitbreiding is de wapenspreuk "AEQUITAS IUDICIA TUA DOMINE" (Uw oordelen zijn gerechtigheid, o Heer, psalm 118, vers 75) toegevoegd en is de kroon op het wapen gewijzigd. Het devies werd sinds het begin van de zeventiende eeuw door de stad gevoerd.

## Blazoen

Het wapen van Roermond tot 2008

De beschrijving van het wapen luidt:
Doorsneden: I in azuur een dubbelstaartige, klimmende leeuw van goud, getongd en genageld van keel, gekroond van goud, II in zilver een lelie van keel. Het schild gedekt door een gouden kroon van 3 bladeren en 2 parels.
De heraldische kleuren in het wapen zijn azuur (blauw), goud (geel), zilver (wit) en keel (rood).
Op 17 november 2008 werd dit gewijzigd in:
Doorsneden: I in azuur een dubbelstaartige leeuw van goud, getongd en genageld van keel, gekroond van goud; II in zilver een lelie van keel. Het schild gedekt met een gouden kroon van vijf bladeren. Wapenspreuk: AEQUITAS IUDICIA TUA DOMINE in Latijnse letters van keel op een lint van zilver.

## Dorpswapens
Op 12 januari 2010 werd de gemeentevlag van Roermond aangenomen. Bij deze gelegenheid zijn de wapens van de voormalige gemeenten Swalmen, Herten en Maasniel als dorpswapen vastgesteld.
Beek · 
Beekdaelen · 
Beesel · 
Bergen · 
Brunssum · 
Echt-Susteren · 
Eijsden-Margraten · 
Gennep · 
Gulpen-Wittem · 
Heerlen · 
Horst aan de Maas · 
Kerkrade · 
Landgraaf · 
Leudal · 
Maasgouw · 
Maastricht · 
Meerssen · 
Mook en Middelaar · 
Nederweert · 
Peel en Maas · 
Roerdalen · 
Roermond · 
Simpelveld · 
Sittard-Geleen · 
Stein · 
Vaals · 
Valkenburg aan de Geul · 
Venlo · 
Venray · 
Voerendaal · 
Weert